# NGC 1779
NGC 1779 (другие обозначения — MCG-2-13-41, IRAS05029-0912, PGC 16713) — линзовидная галактика в созвездии Эридана. Открыта Уильямом Гершелем в 1786 году. Описание Дрейера: «довольно яркий, маленький объект круглой формы, заметно более яркий в середине». В галактике известно как минимум два точечных источника радиоволн разных частот. Масса нейтрального водорода в галактике составляет 1,8⋅109 M⊙, звёздная масса — 5,6⋅1010 M⊙.
В галактике есть газовый диск, с обнаруженными линиями излучения CO и HI.
Этот объект входит в число перечисленных в оригинальной редакции «Нового общего каталога».
Галактика NGC 1779 входит в состав группы галактик NGC 1752. Помимо NGC 1779 в группу также входят NGC 1752, IC 401 и IC 402.